# Brazo de Sagitario

Mapa esquemático de la Vía Láctea. El brazo de Sagitario aparece señalado en color rojo.

El brazo de Sagitario (también conocido como brazo Carina-Sagitario) es uno de los brazos espirales de nuestra galaxia, la Vía Láctea. Un brazo espiral es una agrupación de estrellas en forma curva y alargada, que se aleja del centro galáctico. Estas gigantescas estructuras albergan poblaciones del orden de miles de millones de estrellas, y el brazo de Sagitario es uno de los de mayor tamaño de nuestra galaxia.
La Vía Láctea es una galaxia espiral barrada, por lo que los brazos espirales emergen de una barra central; de distinta forma, en una galaxia espiral los brazos parecen nacer directamente del núcleo galáctico. El extremo interior del brazo de Sagitario conecta con uno de los extremos de la barra central, lo cual hace que, junto con el brazo de Norma, sea el mayor de la galaxia.
El brazo de Sagitario está situado entre el brazo del Escudo-Centauro y el brazo de Orión (en este último se encuentra nuestro Sol). Recibe su nombre debido a que está situado muy próximo a la constelación de Sagitario (observada en el cielo nocturno desde la Tierra), en dirección al centro galáctico.

## Objetos visibles
A continuación, una lista de objetos visibles mediante prismáticos o telescopios sencillos:
- M8, Nebulosa de la Laguna
- M11, Cúmulo del Pato Salvaje
- M16, Nebulosa del Águila
- M17, Nebulosa Omega
- Cúmulo abierto M18
- M20, Nebulosa Trífida
- Cúmulo abierto M21
- M24, Nube Estelar de Sagitario
- Cúmulo abierto M26
- Cúmulo globular M55